# Bissy-sur-Fley
Bissy-sur-Fley è un comune francese di 104 abitanti situato nel dipartimento della Saona e Loira, nella regione della Borgogna-Franca Contea.

## Società

### Evoluzione demografica
Abitanti censiti